# Oleg Pavlovics Kopajev
Oleg Pavlovics Kopajev (oroszul: Олег Павлович Копаев; Jelec, 1937. november 28. – Moszkva, 2010. április 3.) orosz labdarúgó.
A szovjet válogatott tagjaként részt vett az 1964-es Európa-bajnokságon.

## Sikerei, díjai
Egyéni
- A szovjet bajnokság gólkirálya (2): 1963 (27 gól), 1965 (18 gól)

Szovjetunió
- Európa-bajnoki döntős (1): 1964